# Miljonlotteriet
Miljonlotteriet är ett svenskt lotteriföretag ägt av IOGT-NTO-rörelsen och bildat 1964. Överskottet går således till IOGT-NTO, som arbetar mot alkohol och andra droger i samhället. De senaste tio åren har Miljonlotteriet bidragit med över 2 miljarder kronor. Förutom IOGT-NTO så tar även Ungdomens Nykterhetsförbund, IOGT-NTO:s Juniorförbund och Nykterhetsrörelsens Scoutförbund del av överskottet från Miljonlotteriet. 
Miljonlotteriet säljer skraplotter via prenumeration, i butik och online. Miljonlotteriet är i dag Sveriges näst största lotteri med cirka 250 000 unika kunder som prenumererar, handlar lotter i butik eller som spelar online. Totalt omsätter Miljonlotteriet drygt 500 miljoner kronor.
Miljonlotteriet hade mellan 1997 och 2010 en tillväxtperiod och uppvisade då starkast tillväxt i hela branschen. De senaste åren har utvecklingen avstannat. Anledningen är hårdnande konkurrens från både utländska onlinebolag och andra prenumerationslotterier samt förändrade konsumentbeteenden: färre spelar om pengar medan fler spelar underhållningsspel i mobilen.
Hösten 2013 tog Miljonlotteriet över tv-programmet Pengarna på bordet på TV4 med Paolo Roberto som programledare. Miljonlotteriet har tidigare även arrangerat programmet Miljonlotteriet Lyckohjulet i TV3. Det sändes 2010 med Hans Wiklund och Hanna Graaf som programledare. 
2015 lanserade Miljonlotteriet två världsnyheter. Med skraplotten High Five presenterade man världens första tredimensionella lott. Kort därefter var man först ut med att kunna erbjuda prenumeration på skraplotter i digital form. 
Miljonlotteriet har 60 anställda och huvudkontoret ligger i Mölnlycke.
Miljonlotteriet var under 2018 involverade i en rättsprocess där Miljonlotteriet tillfälligt hindrades bedriva marknadsföring efter anklagelser om vilseledande marknadsföring

## Viktiga händelser
- 1964: Lotteriet startar
- 1967: Lottförsäljning via prenumeration inleds
- 1971: Datorisering
- 1992: Lotten blir en skraplott. Namnet ”Miljonlotteriet” tas. Vinnare av DM-nyckeln. TM introduceras.
- 1996: Första lotten i butik: ”Tjugan”. Soberkoncernen bildas.
- 1999: Når 100 000 prenumeranter
- 2001: Miljonlotteriet lanseras i Norge
- 2002: Butiksbolaget Spero AB bildas
- 2003: Onlinebolaget Spero AB bildas
- 2006: Lottvalidering via miljonlotteriet.se
- 2008: Vinner ”Sveriges Friskaste Företag”
- 2009: Onlinespel lanseras (bingo, skraplotter)
- 2010: Första tv-formatet ”Miljonlotteriet Lyckohjulet” lanseras
- 2011: Miljonlotteriet International AB bildas
- 2012: En helt ny sajt lanseras. Når 200 000 kunder.
- 2013: Tv-formatet ”Miljonlotteriet Pengarna på Bordet!” har premiär. Digital prenumeration lanseras.
- 2014: Jubileumsår – Jubileumslotten
- 2015: Utveckling av egen spelplattform och mobila spel
- 2016: Responsiv sajt. ”Word Ahoy”-spelet lanseras. Juletiketten lanseras. Inloggning via Mobilt BankID.

## Utbud
Miljonlotteriets samtliga spel är godkända och beviljade av Spelinspektionen. Miljonlotteriet tillhandahåller följande spel:

### Skraplotter
Lotter, så kallade skraplotter, som säljs antingen via prenumeration, online eller i butik. Dessa är Original, Resan, Tjugan, Flotten, Weekend, Tiokronan, Femkronan, Vit Jul och Sommarläger. Toppvinsten på Miljonlotteriets skraplotter är fem miljoner. Vinsten utbetalas i två delar, 50 procent i kontanter och 50 procent väljer vinnaren ur Miljonlotteriets vinstsortiment. Det går även att vinna på nitlotter hos Miljonlotteriet. I extradragningen Nitlottsdragningen får nitlotter en ny chans. Dragningen sker åtta gånger per år under Spelinspektionens överseende, och vinnaren vinner en bil värd 400 000 kronor. Nitlottsdragningen omfattar lotterna Original och Resan. 

### Bingo
Miljonlotteriet bedriver onlinebaserad bingo och har ett 15-tal olika bingospel. Miljonlotteriet lanserade bingo på internet 2009. Rekordjackpotten är 260 181 kronor och utbetalades i oktober 2019 till en man i Överkalix.

### Probabilityspel
Miljonlotteriet har genom åren haft en rad olika typer av onlinebaserade så kallade probabilityspel där sannolikheten styr. I dag finns ett spel i utbudet. I spelet Skattjakten ska kunden hitta gömda skatter på spelplanen. Ju ädlare skatter man hittar, desto högre blir vinsten. På spelplanen finns 35 rutor och man får välja sju av dessa. Spelet består av sannolikhetsberäknade vinstplaner där olika kombinationer av variabler ger olika vinster och där den genomsnittliga vinstandelen är 50 procent.

## Utdelat överskott
Överskottet från Miljonlotteriets försäljning tillfaller oavkortat IOGT-NTO-rörelsen. Överskottet delas mellan IOGT-NTO och de övriga förbunden i IOGT-NTO-rörelsen. Sedan år 2000 har överskottet genererat mer än 2 miljarder kronor till IOGT-NTO-rörelsen. Miljonlotteriet är IOGT-NTO-rörelsens huvudsakliga inkomstkälla och står för tre fjärdedelar av rörelsens årliga intäkter.

## Spelansvar
Miljonlotteriet har enligt egen utsago som målsättning att ligga i framkant när det gäller spelansvar. Man måste vara 18 år för att kunna få spela på Miljonlotteriets spel. 18-årsgränsen omfattar allt från prenumerationslotter och spel på internet till butiksförsäljning och försäljning via föreningar. Vidare har alla som spelar hos Miljonlotteriet möjlighet att sätta personliga gränser för sitt spelande. Via ett verktyg går det att bestämma i förväg hur mycket tid och pengar man vill lägga på spel. Man kan också stänga av sig själv från allt spel om man vill. Miljonlotteriet har även ett anonymt självtest där kunden kan kolla av sina spelvanor och få tips och råd.